# Алтын (казахский род)
Алтын (каз. алтын) — казахский род, являющийся одним из двенадцати подразделений племени байулы в составе Младшего жуза. Часто путают с подразделением алтын в роде жаппас проживающих в ЗКО, которое не имеет с родом алтын прямого родства. 

## История
В начале XX века представители рода проживали в Иргизском и Тургайском уездах Тургайской области, Перовском уезде Сырдаринской области.
Байулы наряду с алимулы представляют собой одно из двух крупных родоплеменных групп в составе алшынов. Рядом авторов аргументирована точка зрения о тождестве алшынов и алчи-татар, живших в Монголии до XIII в. Согласно шежире, приводимому Ж. М. Сабитовым, все алшынские роды в составе байулы и алимулы происходят от Алау из племени алшын, жившего в XIV в. во времена Золотоордынского хана Джанибека.
Судя по гаплогруппе C2-M48, выявленной в том числе и у алтын, прямой предок алшынов по мужской линии происходит родом с Восточной Азии (близка калмыкам и найманам рода сарыжомарт), но не является близким нирун-монголам (субклад С2-starcluster). Генетически племенам алимулы и байулы из народов Центральной Азии наиболее близки баяты, проживающие в аймаке Увс на северо-западе Монголии.

## География расселения
Представители рода провижают в  юге Костанайской области, в юго-востоке Актюбинской области и в северо-западе Кызылординской области.

## Численность
До революции 1917 года численность населения рода составлял 30 тысяч человек.

## Подразделения
Род делится на подроды Жапалак, Козала (Маметек, Айдар, Сыгай), Каскул, Шунгир.

## Известные представители
- Баркы Кобыландыулы — военачальник.
- Салтеке батыр — участвовавший в примирении башкир и казахов.
- Тлеуке би — бий.
- Смет Кенесбаевич Кенесбаев — советский и казахский лингвист-тюрколог, академик АН КазССР (1946), вице-президент АН КазССР 1947, директор Института языкознания АН КазССР (1947—1978), заслуженный деятель науки КазССР (1945) и Каракалпакской АССР (1977), лауреат Государственной премии КазССР (1978).
- Ерболат Аскарбекович Досаев — государственный деятель Республики Казахстан. Аким города Алма-Аты с 31 января 2022 года.
- Камал Саруарович Ормантаев — врач-педиатр, доктор медицинских наук, профессор, заслуженный деятель науки, академик НАН РК, академик и вице-президент Академии профилактической медицины Казахстана, лауреат Государственной премии РК (1999).
- Жаналык Абдрахманов — советский и казахстанский медик, член-корреспондент Национальной академии наук Казахстана (1994).
- Байзак Копирбаевич Момынбаев